# Pluton (1928)
Pour les autres navires du même nom, voir Le Pluton.
Vous lisez un « bon article » labellisé en 2012.
Le Pluton est un croiseur mouilleur de mines de la Marine française mis sur cale en 1928 par l'arsenal de Lorient. Il est aussi capable d'embarquer un millier d'hommes, dans le rôle de transport de troupes rapide. Peu après sa mise en service, il est modifié et devient un navire-école de canonnage, remplaçant le vieillissant Gueydon.
Peu avant le début de la Seconde Guerre mondiale, il revient à son rôle d'origine et la plupart des équipements d'instruction au tir sont débarqués. Au début de la guerre, il est alors envoyé à Casablanca pour y mouiller un champ de mines défensif en face du port. Le 13 septembre 1939, lors d'une mauvaise manipulation, une mine explose, provoquant la mise à feu des autres mines du bord qui détruisent le bâtiment, tuant environ 200 marins.

## Conception
La Marine nationale décide en 1925 de construire un mouilleur de mines rapide, sur le modèle du HMS Adventure, entré en service au début des années 1920. Il est similaire à celui-ci sous de nombreux aspects, mais est plus petit et plus rapide. Il peut en outre être utilisé en tant que transport de troupe (jusqu'à mille hommes). Les côtés des hangars à mines sont habituellement ouverts, mais ils peuvent être fermés par des panneaux prévus à cet effet.

### Caractéristiques générales
Le Pluton a une longueur hors-tout de 152,5 m. Il a un maître-bau de 15,5 m et un tirant d'eau arrière de 5,2 m. Sa coque comporte 16 tranches compartimentées par 15 cloisons étanches. Les superstructures sont composées essentiellement de duralumin pour sa légèreté, ce qui amènera des problèmes de solidité et de corrosion. Il possède un unique gouvernail, manœuvré par un moteur électrique qui se révélera plus tard manquer de puissance. Son rayon de giration est de 875 m, avec la barre à 25° et une vitesse de 27 nœuds, soit plus important que celui du croiseur léger de 7 500 tonnes Duguay-Trouin, qui est plus long de 30 m. Le Pluton ne possède aucun blindage et son unique protection repose sur sa vitesse élevée et son compartimentage serré.

### Machines
Le Pluton est propulsé par deux lignes d'arbre entraînant chacune une hélice tripale en bronze de 4,08 m de diamètre, pour une vitesse prévue de 30 nœuds. Le Pluton atteindra 31,4 nœuds lors de ses essais. Ses deux turbines à réduction par engrenages Breguet ont à l'origine été conçues pour une puissance de 57 000 ch, mais elles développeront 64 705 ch lors des essais. Quatre chaudières à tubes alimentent les turbines à une pression de 20 kg/cm2. Une chaudière auxiliaire est adaptée pour réguler la température de la soute à munitions, et pour fournir de l'eau douce. Les soutes à combustible peuvent contenir 1 150 tonnes de mazout, ce qui permet un rayon d'action théorique de 7 770 nautiques à 14 nœuds. Finalement, le Pluton n'aura qu'une autonomie de 4 510 nautiques, car la consommation de ses machines auxiliaires a été sous-estimée. Deux turbo-alternateurs d'une puissance totale de 200 kW fournissent l'électricité (235 volts), et deux groupes électrogènes sont montés dans le compartiment de la machine arrière pour fournir de l'énergie lorsque le navire est à quai. Un troisième est installé dans un compartiment spécial sur le premier pont, pour une utilisation en cas d'urgence.

### Artillerie
Le Pluton est classé croiseur léger, bien que la calibre de son artillerie (138 mm) soit celui d'un contre-torpilleur. Son artillerie devait à l'origine être composée de deux tourelles simples de 203 mm, une à l'avant et l'autre à l'arrière, de quatre canons AA de 75 mm et de quatre canons AA de 37 mm. Cependant, quatre canons de 138 mm remplacent ceux de 203 mm lors de la construction, et six 37 mm sont rajoutés à la place des canons de 75 mm, bien que les boucliers de protection de ceux-ci soient conservés pour une éventuelle utilisation ultérieure.
Les quatre canons de 138 mm sont du modèle 1924 sous masque. Deux sont situés à l'avant en chasse, deux à l'arrière, en retraite, superposés dans l'axe central. Leur hausse est comprise entre -5° et +28°, et ils possèdent un angle de tir de 300°. Leur cadence de tir théorique est de huit à dix coups par minute, mais celle-ci se révélera en réalité plus faible. Leur portée maximale est d'environ 16 600 m avec des obus de 40 kg, à une vitesse à la bouche de 700 m/s. Chaque canon possède 150 obus en magasin. Chaque paire de canons possède son magasin, mais chaque canon possède son propre palan.
Le Pluton  possède dix canons AA semi-automatiques de 37 mm. Deux sont montés sur la teugue, six sont répartis entre les cheminées, et deux sur une plateforme à l'arrière. Le navire transporte 10 000 obus, dont 144 dans des caissons à munitions prêts-à-l'emploi près de chaque canon. La hausse de ces canons est comprise entre −15° et 80°. Ils tirent des obus de 725 g à une vitesse initiale de 810 m/s. Leur portée antiaérienne effective est de moins de 5 000 m. Seuls les deux canons de l'arrière furent conservés après l'entrée en service du Pluton en 1932.
Six mitrailleuses jumelées Hotchkiss Mle 1914 de 8 mm, déjà obsolètes à l'époque, sont montées comme suit : deux au-dessus de la passerelle, deux au-dessus de la chambre de refroidissement des machines et deux juste devant le mât principal. 48 000 cartouches sont disponibles sur le navire. Ces mitrailleuses seront démontées peu après l'entrée en service du Pluton en 1932.

### Mines embarquées
Le Pluton est conçu pour embarquer 220 mines Sauter-Harlé de 1 500 kg, mais il en embarquera jusqu'à 250. Elles sont entreposées sur le premier pont, ou pont des mines, et sont déplacées à l'aide de palans à chaînes, en utilisant un système de quatre rails le long des bordés du navire. Chaque paire de rails converge vers une plaque tournante à l'avant de ceux-ci, un engrenage reliant les deux plaques. Cet engrenage facilite le chargement des mines depuis un bord du navire, et permet aux mines de bouger d'un rail à l'autre. Les rails se terminent à l'arrière du bâtiment par quatre rampes descendant à 30°, afin de minimiser le choc de l'impact lorsque les mines sont relâchées par les chaînes. 270 mines Breguet, plus petites, peuvent être embarquées.

## Histoire

Insigne du Pluton.

### Navire-école
Le Pluton entre en service dans l'escadre de la Méditerranée le 25 janvier 1932. Il rencontre alors de nombreux problèmes de neuvage, particulièrement au niveau des machines. Peu après, un nouveau rôle lui est assigné, celui de navire d'instruction à l'artillerie, école de tir à la mer. Il retourne alors à Toulon le 24 octobre 1932 afin d'y subir les modifications nécessaires. Des logements pour 40 hommes sont rajoutés dans la soute à mines. La plupart des canons antiaériens de 37 mm et toutes les mitrailleuses de 8 mm sont remplacés par quatre canons de 75 mm, 24 canons antiaériens, et six mitrailleuses Hotchkiss jumelées de 13,2 mm, deux à la place des canons de 37, et quatre entre les cheminées. Les canons de 75 ont une dépression maximum de 10° et une élévation maximale de 90°. Ils tirent des obus de 5,93 kg à une vitesse de 850 m/s, et à une cadence de 6 à 18 coups par minute. Leur plafond maximal est de 8 000 m. Les mitrailleuses Hotchkiss ont une cadence cyclique de 450 coups par minute, mais la cadence pratique est de 200/250 coups par minute pour permettre le rechargement de leurs magasins de 30 obus. Elles ont un plafond théorique de 4 200 m. Un système de conduite de tir simplifié est rajouté pour les canons de 138 mm et 15 mire supplémentaires sont installées.

### Modernisation
Le Pluton passe les années 1933 à 1935 en chantier. Il est mis à niveau quatre fois durant cette période, afin d'y rajouter plus d'artillerie et pour corriger certains de ses défauts. Ces modifications incluent un renforcement de sa superstructure, endommagée par la flamme de bouche des canons de 138 mm, le remplacement des échelles et des bômes en aluminium corrodées par des éléments en acier. Une direction de tir à grand angle est ajoutée aux canons de 75 mm, deux de ceux-ci sont convertis en canons contrôlés à distance, et des masques leur sont ajoutés pour protéger les servants du souffle. Des installations sont aussi rajoutées pour pouvoir accueillir 40 hommes de plus.
En 1936, un affût double expérimental de 13,2 mm est ajouté entre les canons de 75 mm tribord et d'autres mires sont ajoutées, pour porter leur total à 31. Ses machines sont remises à neuf entre le 25 novembre 1936 et le 13 mars 1937. Plus tard dans l'année, ses turbines sont réparées, et les directions de tir de l'artillerie de 138 mm sont remplacées par celles utilisées sur les croiseurs légers de 7 500 t de la classe Duguay-Trouin. Les mitrailleuses de 13,2 mm sont transférées du pont avant à l'avant de la superstructure. Sa dernière phase de réparation se déroule du 15 novembre 1938 au 15 février 1939, et elle comprend divers travaux sur les machines et l'artillerie.

### Fin du navire

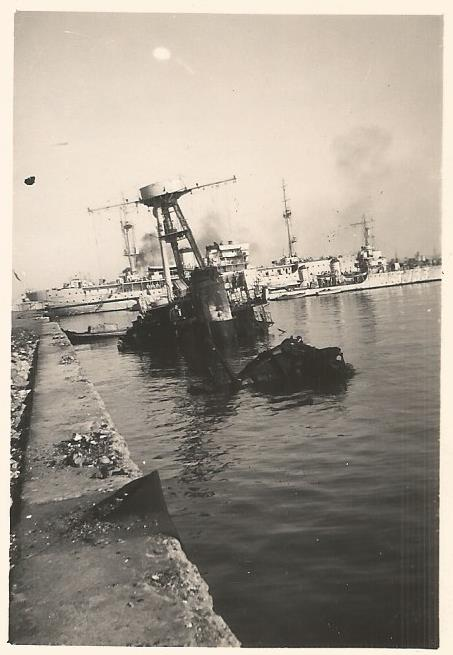
L'épave du Pluton dans le port de Casablanca en 1939.

Le Pluton rallie Lorient le 10 mai 1939 lors de la formation de la 5e escadre de la Marine nationale, où il est prévu qu'il remplace le croiseur Jeanne d'Arc dans son rôle de navire école le 1er juin 1940. Il est envisagé de le renommer en La Tour d'Auvergne, car à cette époque, le nom Pluton est réservé aux navires de guerre mouilleurs de mines de la Marine.
Alors que la guerre approche, il est décidé de reconfigurer Le Pluton en mouilleur de mines et la plupart de l'équipement de contrôle de tir est débarqué. Le navire est transféré à Brest lors de la réorganisation de la 5e escadre.
Sous le commandement du capitaine de vaisseau Dubois, le 2 septembre 1939, la veille de la déclaration de guerre, le navire reçoit l'ordre de faire route sur Casablanca avec 125 mines Breguet à son bord. Il a pour mission d'y poser un champ de mines défensif dans la nuit du 12 au 13 septembre. Il arrive dans le port de Casablanca le 5 septembre.
Dans la soirée du 12, l'ordre est annulé par l'amirauté, mais les mines ont déjà été amorcées et doivent être débarquées à terre afin d'être neutralisées dans le dépôt de munitions de la marine à Bouskoura. Cette opération débute le 13 au matin. À 10 h 40 une première mine, située entre le mât et la cheminée arrière, explose, et une deuxième quelques secondes plus tard. Ces explosions initiales provoquent la mise à feu des autres mines, provoquant la projection sur les quais des éléments situés sur le pont du navire, et la destruction de celui-ci. Les cloisons sont détruites, et un incendie se propage aux 700 tonnes de mazout du bord. L'explosion est entendue dans un rayon de 100 km, des débris sont retrouvés jusqu'à 2 km, et la colonne de fumée consécutive à l'explosion s'élève jusqu'à une altitude de 3 000 m.
Le navire est détruit, tuant environ 200 marins et en blessant gravement une centaine. De nombreux dommages sont causés par les débris de l'explosion. Un canon et une partie du blindage sont récupérés pendant la guerre, mais la démolition ne commence qu'en octobre 1952 pour se finir en juillet 1953.

## Sources
- (en) Cet article est partiellement ou en totalité issu de l’article de Wikipédia en anglais intitulé « French minelaying cruiser Pluton » (voir la liste des auteurs).